# Тінь Сонця
«Тінь Сонця» (с укр. — «Тень Солнца») — украинская фолк-метал-группа из Киева, созданная в 1999 году, одна из наиболее известных украинских рок-групп. Сами музыканты определяют свою музыку как «казацкий рок»; это один из немногих рок-коллективов, в котором на постоянной основе звучит бандура. Основная тематика песен: украинская мифология (даже неоязычество) и украинское казачество.
Помимо Украины, концерты группы проходили в Белоруссии, Польше и России. Группа является постоянным участником различных музыкальных фестивалей, в том числе этнофестивалей, среди них «Захід», «Файне місто», «Бандерштат», «Kiev Beer Fest», «Рок Січ», «Respublica», «Ше.Fest», «Трипільське коло», «Вишиванка-фест», «Басовище», «Folk Summer Fest», «Купальское коло», «Про Рок», «Форпост», «Подкамень», «Древний Меджибож», «Обнова-фест», «Be Free», «Эх, рокнём!», «Червона рута», «Мазепа-фест», «Дети ночи».

## История

### Начало (1999—2002)
Группу основали братья Сергей и Алексей Василюки. Официальным днём создания является 13 июня 1999 года. Сергей объясняет это тем, что именно тогда была сыграна первая собственная песня — почти никому не известная сейчас композиция «Холодные». Название группы появилось после солнечного затмения в августе 1999 года. С приходом в группу бывшего одноклассника Сергея — Андрея Безреброго — началась активная музыкальная деятельность. Весной 2001 года были записаны первые студийные работы, а впоследствии — дебютный альбом «Тени Солнца» — «Святость Веры» (2002).

### «Над Диким полем» и «За межею» (2002—2005)
В конце 2002 года можно проследить довольно резкий переход к патриотической тематике, причиной которого стала определённая смена мировоззрения Сергея Василюка. Поэтому свой стиль музыканты называют казацким роком.
Группа дала несколько концертов в Киеве, одним из которых является дебютное выступление в клубе «Барвы». В это время членами группы были: Сергей Василюк — вокал/бас, Андрей Савчук — гитара, Анатолий Зиневич — гитара, Петр Радченко — ударные. Впрочем, уже летом группа фактически распалась, поэтому Сергей взялся за поиски новых музыкантов. В августе 2003 года был сформирован новый состав группы: С. Василюк — вокал/бас, А. Хаврук — клавишные, К. Науменко — ударные, Манацюк — гитара.
После этого группа взялась за запись альбома «Над диким полем» (2005), построенном на казацкой тематике. Его издание стало возможным после получения гран-при на фестивале «Дыхание» (2004). Альбом выпустило художественное агентство «Саме так!» Кроме того, в 2004 году состоялось первое выступление в ПК «КПИ», а также группа засветилась в телерадиопространстве.
После выхода альбома группу покинул Константин Науменко (соавтор песен «Казачья могила» и «Свободным небосводом»), объясняя это желанием создания собственного проекта. Впоследствии он основал power/speed-metal-группу «Sunrise», где выступает в роли вокалиста. На место Науменко в группу пришёл Александр Гребнев, при участии которого был записан неизданный альбом «За гранью», в который вошли уже давно известные поклонникам композиции, не попавшие в «Над диким полем». Этот альбом становится последней работой Манацюка в составе «Тени Солнца». Он согласился на его запись, после чего ушёл из группы.

### «Полум’яна Рута» (2005—2007)
Сергей Василюк продолжал поиски нового звучания; вскоре к группе присоединился бандурист Иван Лузан. И после этого эксперименты продолжились. В это время стало возможным воплотить в жизнь идею альтернативного проекта под названием «Зачарованный мир». Наряду с мужским вокалом была осуществлена запись песен с женским вокалом Натальи Данюк. К проекту впервые была привлечена скрипка. «Зачарованный мир» вызвал неоднозначную реакцию поклонников, но песни «Поле» и «Зря» сразу стали хитами группы. Деятельность «Зачарованного мира» была временно приостановлена.
На рубеже 2005—2006 годов произошла очередная перемена в составе. В группу пришёл Кирилл Момот — в прошлом лидер и гитарист «Второго дыхания». Сыграв несколько концертов в роли сессионного музыканта на барабанах, он занял место лидер-гитариста. Кирилл привлёк к творческому процессу свои разработки из репертуара «Второго дыхания». Так появились песни «Казаки» и «Свобода», выполненные в переработке «Тени Солнца». «Казаки» за короткое время уже стали визитной карточкой группы, а впоследствии вошли в новый альбом — «Пламенная Рута». Под них выходил на ринг боксёр Александр Усик.
Длительные поиски ударника закончились с приходом в группу младшего брата Андрея Хаврука — Владимира. Кроме того коллектив дополнила скрипачка София Рогальская. Андрей сменил клавиши на гитару.
В таком составе (С. Василюк, А. Хаврук, В. Хаврук, К. Момот, С. Рогальская, И. Лузан) началась работа над следующим альбомом — «Пламенная Рута», который был издан в 2006 году на студии «Пушкин Рекордс» при поддержке «Наш Формат». Слушатели встретили альбом довольно одобрительно, его тематика простирается от времён дохристианской Руси до времён казачества. В альбоме присутствуют две версии «Песни Чугайстра» — украинская и белорусская «Песьня Чугайстра» — это кавер-версия песни «Twilight sun» белорусской культовой группы «Gods Tower». Белорусская версия песни получила значительную популярность, войдя впоследствии в два сборника — «Чарнобыльскі Вецер» и трибьют-альбом «Gods Tower». Также в альбоме присутствует песня Ивана Лузана «Небо». 16 марта 2007 года в Киеве состоялась презентация нового альбома. Несмотря на все противоречия и невзгоды концерт состоялся, собрав аншлаг.
После этого «Тень Солнца» долго занимались совершенствованием музыкального материала, создавая переделки старых песен на новый лад. С обновленным звучанием возродились песни «Ветер с рощей разговаривает», «Казачья могила», «Свободным небосводом», «Наша Мадонна» и «Крестины волколака». Группу приглашают выступать на фестивали в разных городах Украины, коллектив посетил Польшу, выступил в Беларуси, где стал одним из главных событий фестиваля «Купальское коло». Впоследствии «Тень Солнца» ещё не раз принимала участие в белорусских фестивалях, в частности «Басовище».

### Новый состав и «Сховане обличчя» (2007—2010)
2008 год стал для группы кризисным, что отразилось и на составе. Коллектив покинули Кирилл Момот и Владимир Хаврук, места которых заняли Андрей Стеценко и Денис Суминов, какое-то время был басистом Игорь Охримчук. В конце лета 2008 года было решено предложить Вове Хавруку остаться в группе, дать скрипке больше сольных партий и ограничиться одной гитарой в составе. Во время нескольких выступлений на скрипке играл Андрей Чугай, впоследствии лидер квартета «Alter Ego». 20 ноября 2008 года «Тень Солнца» дала третий большой сольник в Могилянке с программой «Месяц Мой».
2009 год прошёл спокойнее, группа продолжила выступать на Украине. В том же году Сергей Василюк начал активную сольную деятельность, совершив первое турне по Украине со своей акустической программой. Именно тогда приобрели известность его новые произведения: «Вишнёвый сад», «Твой город» и композиции на слова Василия Стуса «В этом поле, синем как лён». С того же времени Сергей начал своё сотрудничество с историческим клубом «Холодный Яр», посещая большинство его акций и мероприятий.
В конце года группу покинула скрипачка Соня Рогальская, решив посвятить большую часть своего времени классической музыке. В течение нескольких месяцев группа тщетно искала ей адекватную замену, в конце концов заменив скрипку соло-гитарой. Таким образом, с 2010 года «Тень Солнца» вернулись к более металлическому звучанию. К группе ненадолго присоединился гитарист Алексей Демченко, а позднее — басист Иван Григоряк.
Несмотря на то, что Соня Рогальская уже не входила в основной состав, она появилась в дебютном клипе группы «Месяц мой», презентованном в июне 2010 года в Киеве. Режиссёром клипа стал Анатолий Попель.
В том же году Сергей Василюк выдал свой первый сольный альбом — «Скрытое лицо» и совершил второй тур по Украине, приняв участие во многих других мероприятиях, среди которых выступление на Майдане Независимости во время забастовки предпринимателей.
В конце года к группе присоединился молодой гитарист, брат Ивана Лузана, Николай.

### «Танець серця» (2011)
2 апреля 2011 года в Киево-Могилянской Академии был представлен следующий альбом — «Танец сердца», явившийся наиболее разноплановым и чем-то напоминающим сборник (в него вошли новые версии песен «Казачья могила» и «Крестины волколака»). Альбом положительно оценил, в частности, известный украинский рок-критик Александр Евтушенко.
7 августа 2011 года после большого перерыва группа «Тень солнца» возобновила свою концертную деятельность в Польше. Команда была одним из хедлайнеров фестиваля «HelloFolks» в Люблине. Подарком полякам стала перепевка песни «Jest taki samotny dom» культовой польской группы «Budka Suflera».
Осенью группа впервые выступает в Запорожье. 14 октября, на Покров, «Тень солнца» играет на одной из центральных площадей Киева — Михайловской площади. В преддверии зимы группа снова посещает Львов, Ивано-Франковск, Черновцы, Хмельницкий, впервые играет в Перемышле. В то же время Сергей Василюк знакомит с творчеством группы украинскую общину Мюнхена в рамках акустического концерта.
В 2012 году группа традиционно выступает на летних фестивалях: «Запад-фест», «Бандерштат», «Вышиванка-фест», «Зашкив» и других. Бас-гитариста Ивана Григоряка сначала временно, а затем на постоянной основе до конца 2013 года заменил Сергей Гавара. В конце года группу покидает Андрей Хаврук, причиной тому становятся личные причины.
С 2013 года позицию соло-гитариста «Тень солнца» занял Руслан Микаелян. В социальных сетях с огромным успехом проходят презентации новых композиций — «Когда на сердце грустно» и «Никогда не плачь». Ко дню Соборности группа играет в Виннице. А 22 февраля 2013 года во Львове «Тень солнца» даёт аншлаговый концерт в клубе «Химера».
4 апреля «Тень солнца» выступает на открытии центрального матча чемпионата Украины по футболу «Динамо» — «Шахтёр», что без преувеличений можно назвать большим признанием группы.
18 мая 2013 года усилиями команды «Тень солнца», в частности Сергея Василюка и волонтерской группы в Киеве был проведён первый фестиваль «Крепость КИЕВ», который собрал украинские фолк-рок-коллективы.

### «Грім в ковальні Бога» (2014)
В 2014 году выходит альбом «Грім в ковальні Бога» на героическую тематику, особенно актуальную в связи с событиями на Украине.
В 2016 году песня группы «Їхали козаки» была выбрана в результате народного голосования песней сборной Украины по футболу (звучащей перед объявлением состава команды) на Евро-2016. Болельщикам было предложено 4 песни и предоставлена возможность предложить свой вариант. Именно такой, свободно выбранной большинством проголосовавших, и оказалась эта песня. Она набрала 42 % голосов — больше чем все предложенные федерацией футбола варианты: песня «Вставай» группы «Океан Ельзи» (37 %), «Червона рута» (9 %), «Весна» группы «Воплі Відоплясова» (7 %) и «Смерека» группы «Mad Heads» (3 %).

## Участники
Текущий состав
- Сергей Василюк — вокал, бас-гитара, акустическая гитара (с 1999)

- Антон Которович — гитара, скрипка, вокал (с 2016)
- Владислав Ваколюк — бандура (с 2019)
- Пилип Харук — ударные (с 2020)[17]

Бывшие участники
- Андрей Безребрий — гитара (1999-2002)
- Андрей Савчук — гитара (2002-2003)
- Анатолий Зиневич — гитара (2002-2003, 2005-2006)
- Петр Радченко — ударные (2003)
- Константин Науменко — ударные (2003-2005)
- Владимир Манацюк — гитара (2003-2005)
- Саша Коломиец — бас-гитара (2004-2005)
- Александр Гребнев — ударные (2004-2005)
- Наталья Данюк — пение (2005)
- Кирилл Момот — гитара (2006-2008)
- Наталья Корчинская — скрипка (2005)
- Петр Троць — ударные (2005)
- Татьяна Сергийчук — пение (2005)
- София Рогальская — скрипка (2006-2009)
- Алексей Демченко — гитара (2010)
- Андрей Хаврук — гитара, клавишные (2003-2012)
- Иван Григоряк — бас (2010-2012, 2013-2014), гитара (2015-2016)
- Владимир Хаврук — ударные (2005-2017)
- Иван Лузан — бандура (2005-2014)
- Юрий Миронец — бандура (2014)
- Олег Слободян — бандура (2015-2018)
- Руслан Микаелян — гитара (2013-2014)
- Николай Лузан — гитара, пение (2011-2014)
- Сергей Гавара — бас (2012-2013, 2016-2017)
- Андрей Карманович — гитара (2015-2017)
- Владимир Пироженко — гитара (2018)
- Юрий Ищенко — ударные (2018-2020)

## Дискография
Демо-альбомы
- «Святість віри» (2002)
- «За межею» (2005)

Официальные альбомы
- «Над Диким полем» (2004)
- «Полум’яна рута» (2007)
- «Танець серця» (2011)[18]
- «Грім в ковальні Бога» (2014)
- «Буремний край» (2016)[19]
- «Зачарованний світ» (2018)
- «На небесних конях» (2020)
- «Тернистий шлях» (2021)

Акустические альбомы Сергея Василюка
- «Зачарований світ» (2005) — неизданный сайд-проэкт с вокалисткой Наталией Данюк.
- «Сховане обличчя» (2010)[4]
- «Пісні Книги джунґлів» (2011) — песни на стихи Редьярда Киплинга, диск прилагался к украинскому изданию «Легенд из „Книги джунглей“».[20]

Синглы
- «Закохані вогні» (2017)
- «Танець» (ЕР) (2019)
- «Країна волі» (2021)
- «Новий світанок (feat. Юрій Руф)» (2022)
- «За Вкраїну-неньку» (2022)
- «Бути разом» (2023)
- «Незрима таїна» (2023)
- «За свободу і за честь» (2024)
- «Радуй, земле, коляда їде»! (2024)

## Критика
По мнению «Музыкальной газеты» вокал Сергея Василюка — «возвышенный и чистый, эмоциональный и проникающий в самые глубины человеческой души», бандура Ивана Лузана обладает «мощным и напевным звуком, не менее выразительным, чем виртуозные гитары Кирилла Момота и Андрея Хаврука».
По мнению журнала «Світ Фентезі», 

Их музыка оживает в каждой песне. Она вдохновляет и ведёт за пределы реальности, открывая новые грани, нами до сих пор незамеченные. Эта музыка по-настоящему будоражит фантазию и пробуждает окаменелые чувства. В сочетании с аутентичными инструментами такие роковые песни звучат особенно привлекательно, а чарующие тексты отражаются яркими образами в воображении слушателей. Если говорить об отечественной фэнтезийной музыке, то это она и есть!Оригинальный текст (укр.)Їхня музика оживає у кожній пісні. Вона надихає і провадить за межі реальності, відкриваючи нові грані, нами досі непомічені. Ця музика по-справжньому збурює фантазію і пробуджує закам’янілі почуття. У поєднанні з автентичними інструментами такі рокові пісні звучать особливо привабливо, а чарівливі тексти відбиваються яскравими образами в уяві слухачів. Коли говорити про вітчизняну фентезійну музику, то це вона і є!— 